# Ryan Callahan
Pour les articles homonymes, voir Callahan.
Ryan Callahan (né le 21 mars 1985 à Rochester dans l'État de New York aux États-Unis) est un joueur professionnel américain de hockey sur glace. Il évolue au poste d'ailier. Considéré comme un attaquant polyvalent, il est médaillé d'argent avec l'équipe américaine lors des Jeux olympiques de 2010. Il est le capitaine des Rangers de New York de 2011 à 2014, année où il est échangé au Lightning de Tampa Bay.

## Biographie

### Ses débuts
Ryan Callahan est le fils de Donna et Michael Callahan Senior. Il a un frère Michael. Il joue un an avec l'école de Hilton High dans la banlieue de sa ville natale. Il commence sa carrière en 1999 avec les Americans junior de Rochester, une équipe de junior B, évoluant dans l'Empire Junior Hockey League. Lors de sa deuxième saison, il dispute 3 matchs pour 6 points avec le Crunch Jr. de Syracuse dans la Ligue de hockey junior de la province de l'Ontario. Lors de la sélection 2001 de la Ligue de hockey de l'Ontario, il est sélectionné au quinzième tour en deux cent quatre-vingt-treizième position par le Storm de Guelphsur la recommandation de Steve Bartlett, agent de Callahan, à Jeff Jackson, entraîneur du Storm. Seuls sept joueurs sont choisis après lui. Néanmoins, il poursuit son apprentissage dans la LHJPO, ligue de niveau junior A, lors de la campagne 2001-2002, cette fois ci avec le Lightning de Buffalo.

### Le Storm de Guelph
En 2002-2003, il débute avec le Storm dans la LHO. Il inscrit 31 points dont 14 buts en 59 matchs de saison régulière ratant quelques matchs à cause de plusieurs blessures. Il ajoute 3 assistances en 11 matchs de séries éliminatoires. Sixième de l'association de l'Ouest, le Storm s'impose 4 victoires à 2 face au Sting de Sarnia, puis perd sa demi-finale d'association 4-1 contre les Rangers de Kitchener. Callahan et Tyler Haskins sont désignés co-recrues de la saison par le Storm.
Callahan augmente sa production avec 36 buts et 66 points en 68 matchs lors de sa deuxième saison dans la LHO. Il est le quatrième pointeur de son équipe. L'équipe de Guelph se classe troisième de l'association de l'Ouest. En séries éliminatoires, emmenée par son meilleur pointeur Martin Saint-Pierre, elle élimine l'Attack d'Owen Sound en sept matchs, les Whalers de Plymouth en quatre matchs et les Knights de London en sept matchs. Elle remporte donc son association et reçoit le trophée Wayne-Gretzky. Elle remporte la série finale en 4 matchs secs face aux IceDogs de Mississauga et décroche la Coupe J.-Ross-Robertson. Callahan est le meilleur buteur de son équipe avec 13 buts ex-aequo avec Brett Trudell et le deuxième compteur avec 21 points derrière Saint-Pierre (35 points). L'équipe participe ensuite à la Coupe Memorial 2004. À Kelowna, le Storm prend la quatrième et dernière place de ce tournoi derrière les Rockets de Kelowna, les Olympiques de Gatineau et les Tigers de Medicine Hat. L'équipe représentant la LHO perd ses trois matchs durant lesquels Callahan délivre une aide et un but. Il est choisi au cours du repêchage d'entrée dans la Ligue nationale de hockey par les Rangers de New York au quatrième tour, en cent-vingt-septième position.
En 2004-2005, il est nommé capitaine du Storm. Il mène son équipe en buts (28), assistances (26) et points (54). Il ne dispute que 60 matchs de saison régulière. En effet, il représente les États-Unis en sélections jeunes. Il est appelé en décembre pour disputer le championnat du monde junior 2005. Les Américains jouent 7 matchs. Callahan ouvre la marque contre la Suisse en phase de poule. Il ajoute deux assistances lors de la suite de la compétition. En demi-finale, les Américains sont balayés 7-2 par la Russie. Callahan, frustré écope d'une méconduite. Lors du match pour la médaille de bronze, la République tchèque s'impose 3-2 en prolongation grâce à un but de Petr Vrána. Le Storm, huitième et dernier qualifié de son association, termine sa saison 4-0 lors du premier tour des séries éliminatoires face aux Knights de London, futurs vainqueurs. Cinq joueurs de Guelph dont Callahan marquent deux points.
Pour sa quatrième saison avec le Storm, Callahan devient le meilleur buteur de l'histoire du Storm. Le 18 février 2006, il dépasse le record de 120 buts en saison régulière détenu par Jeff O'Neill. Il participe au Match des étoiles avec l'équipe de l'association de l'Ouest marquant un but. l'association de l'Est l'emporte 9-3. Le natif de Rochester termine la saison régulière avec 84 points, le meilleur total de son équipe, dont 52 buts et 32 assistances. Il est le quatrième buteur de la ligue derrière Rob Schremp, David Bolland (57 buts chacun) et Mike Angelidis (53 réalisations). Avec 10 buts de la victoire, il est sur le podium de cette statistique menée par les 11 filets victorieux de Justin Donati des St. Michael's Majors de Toronto. Son différentiel +/- de +29 est le deuxième total de la ligue après Cory Emmerton des Frontenacs de Kingston (+37). Le Storm se range au quatrième rang de l'Ouest. Emmené par Matt D'Agostini (28 points) et Callahan (24 points), il parvient au troisième tour des séries éliminatoires en sortant le Spirit de Saginaw et les Whalers de Plymouth. Il perd en cinq matchs face aux Knights de London en finale d'association. Avec +11, il possède le quatrième total de la ligue à une unité de son coéquipier D'Agostini (+12). Le Capitaine du Storm a inscrit 151 buts dont 130 en saison régulière durant sa carrière avec l'équipe. La Ligue de hockey de l'Ontario lui remet le trophée Leo-Lalonde récompensant le meilleur joueur sur-âgé de la ligue.
Le 11 mai 2006, il signe un contrat avec les Rangers.

### Carrière professionnelle

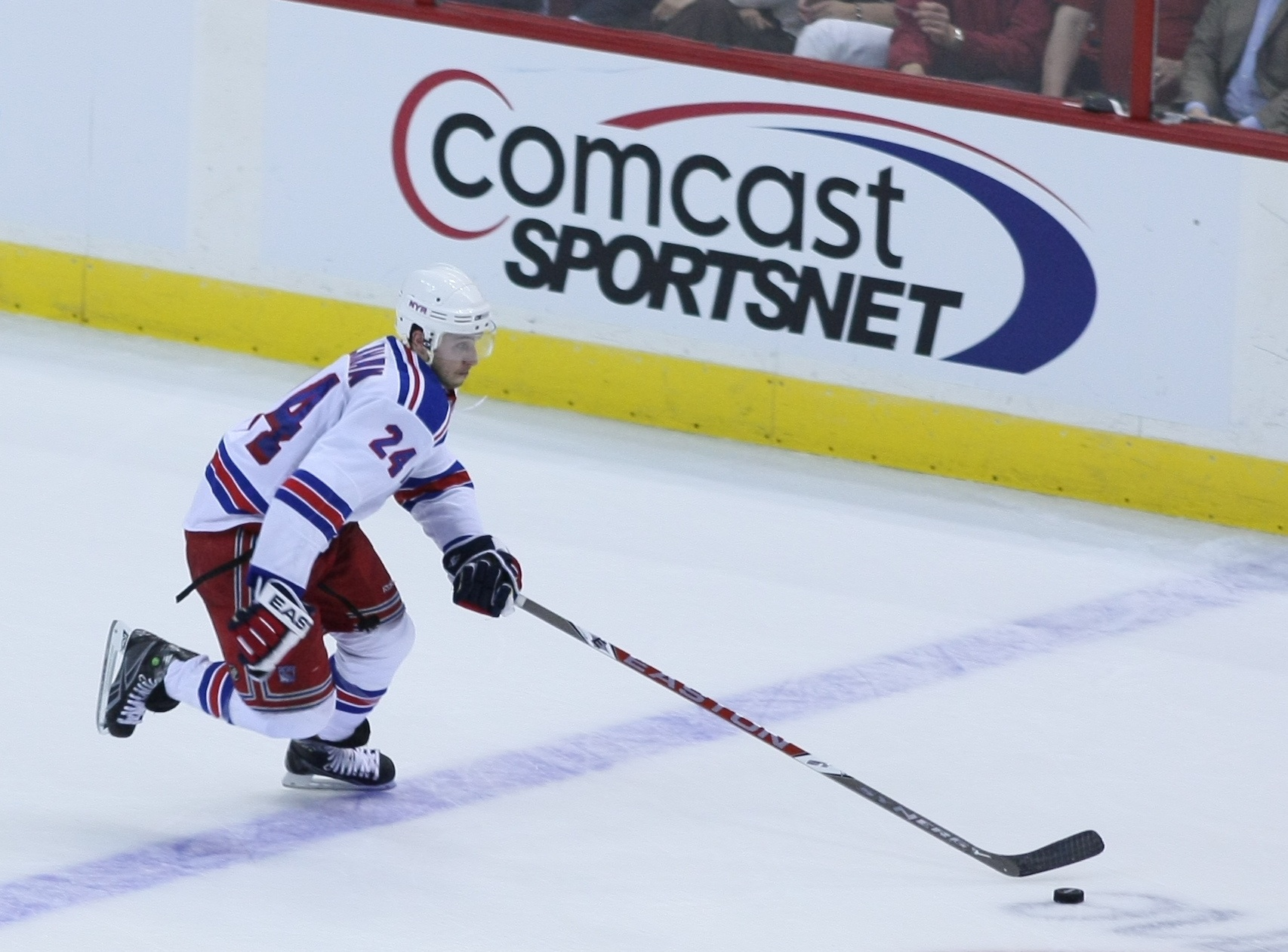
Callahan en avril 2009.

En 2006, il passe professionnel avec le Wolf Pack de Hartford. Il y retrouve le défenseur Daniel Girardi, qui était son coéquipier lors de ses trois premières saisons à Guelph. Les deux joueurs font leurs débuts dans la LNH avec les Rangers au cours de cette saison. Le 1er décembre 2006, Callahan débute dans la LNH face aux Sabres de Buffalo. Il est ensuite renvoyé dans la ligue américaine. Il revient dans la LNH courant décembre pour disputer un match. Il participe au Match des étoiles de la ligue américaine avec la sélection PlanetUSA contre la sélection Canada. Il marque un but, celui de la victoire 7-6 à quatre secondes de la fin du troisième tiers temps. Il est le meilleur buteur du Wolf Pack avec 35 buts, le sixième total de la ligue, et le deuxième pointeur avec cinquante-cinq points en soixante matchs derrière Nigel Dawes (60 points). Le Wolf Pack termine deuxième de la Division Atlantique. Les Bruins de Providence mettent fin à la saison de l'équipe en sept matchs lors du premier tour. L'équipe joue sans Callahan qui a été rappelé par les Rangers pour disputer la fin de saison. Il inscrit ses deux premiers buts le 16 mars 2007 contre les Bruins de Boston et leur gardien Joey MacDonald. L'équipe entraînée par Tom Renney finit sixième de l'association de l'Est. Callahan a joué quatorze matchs pour six points. Il ajoute dix matchs et trois points durant les séries éliminatoires. La franchise de New York passe le premier tour quatre matchs à zéro face aux Trashers d'Atlanta puis perdent 4-2 face aux Sabres de Buffalo. Ses deux buts en séries sont inscrits le 17 avril lors du deuxième match de la série face aux Trashers.
Le sélectionneur de l'équipe des États-Unis Mike Sullivan l'intègre dans l'équipe pour le championnat du monde 2007. Mais Callahan ne dispute aucun match à cause d'un problème d'équipement. Ses affaires ne sont pas arrivées lorsqu'il débarque à Moscou et ne peut affronter la Finlande en quart de finale. La Finlande s'impose lors des tirs de fusillade grâce à une réussite de Jere Lehtinen face à John Grahame, les Américains se classent cinquièmes.
Il entame la saison 2007-2008 avec les Rangers inscrivant 1 but en 8 matchs. Il est mis sur la touche pendant un mois en raison d'une entorse du genou reçue contre les Penguins de Pittsburgh. À son retour, il ne parvient pas à hisser son niveau de jeu et après seize matchs sans point, il est renvoyé chez le Wolf Pack. Il retrouve son efficacité devant les buts avec quinze points dont sept buts en onze rencontres. Callahan est rappelé par les Rangers en février quand Brendan Shanahan se blesse contre les Canadiens de Montréal. Il finit la saison régulière avec treize points en cinquante-deux matchs. Les Rangers et leur gardien Henrik Lundqvist, cinquièmes de l'association de l'Est, sont éliminés 4-1 par les Penguins après avoir passé le premier tour face aux Devils du New Jersey sur le même score. Callahan contribue avec deux buts et autant d'assistances en dix matchs.
Le 1er octobre 2008, les Rangers participent à la première Coupe Victoria face au Metallourg Magnitogorsk à la PostFinance Arena à Berne en Suisse. Les Russes mènent 3-0 après de 40 minutes de jeu. Les Rangers reviennent à trois buts partout. À vingt secondes de la fin du troisième tiers temps, Callahan inscrit le but de la victoire à Andreï Mezine.
Callahan est avec Markus Näslund, Nikolaï Jerdev, et Chris Drury l'un des quatre joueur de la franchise de New York à dépasser la barre des vingt buts en saison régulière avec vingt-deux réalisations. Il ajoute dix-huit assistances en quatre-vingt-un parties. Son différentiel de +7 est le meilleur de l'équipe. Le 23 février 2009, John Tortorella est nommé entraîneur des Rangers à la place de Renney. Il marque le but de la victoire le 9 avril face aux Flyers de Philadelphie permettant aux Rangers de se qualifier pour la post-saison. Les Rangers, septièmes de l'association de l'Est, sont sortis par les Capitals de Washington, deuxièmes en sept matchs. Le meilleur pointeur et buteur de l'équipe Scott Gomez marque cinq points dont deux buts. Callahan et Nikolaï Antropov sont également à deux buts. Les Rangers lui remettent le trophée Steven-McDonald Extra Effort récompensant le joueur qui va au-delà de l'appel du devoir.

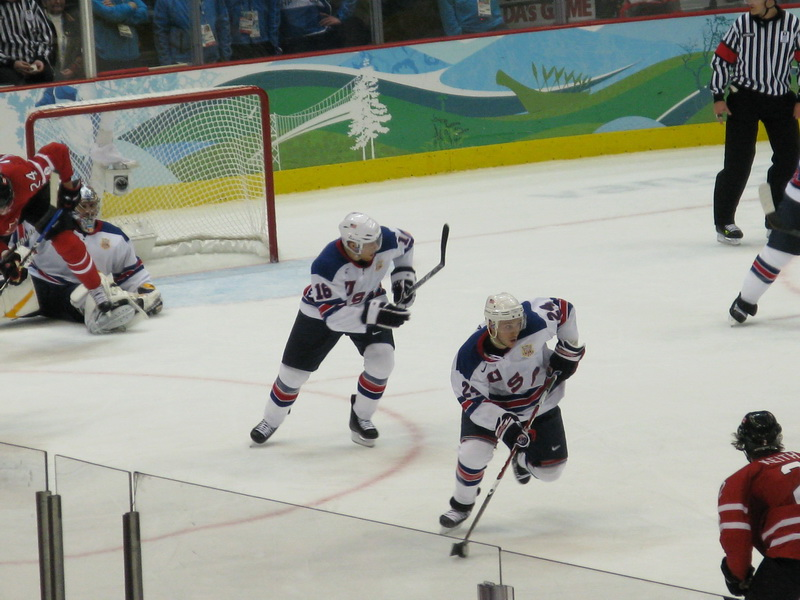
Joe Pavelski et Ryan Callahan aux Jeux olympiques de 2010.

Callahan de par son travail incessant sur la glace est un joueur qui montre l'exemple. En 2009, il est nommé avec Michal Rozsíval assistant-capitaine Chris Drury. Callahan et Drury sont choisis pour faire partie de l'équipe américaine qui participe aux Jeux olympiques d'hiver de Vancouver en février 2010. Leur coéquipier aux Rangers Olli Jokinen participe également avec la Finlande. Les Américains remportent la poule A devant le Canada. Callahan marque une assistance sur un but de Drury face à la Norvège. Un doublé de Zach Parisé et un blanchissage Ryan Miller permettent aux Américains d'éliminer la Suisse en quart de finale. Ils éliminent la Finlande 6-1 en demi-finale. Lors du match pour la médaille d'or, les États-Unis menés 2-0 sur des buts de Jonathan Toews et Corey Perry reviennent au score par Ryan Kesler et Zach Parisé. Sidney Crosby donne le titre aux Canadiens durant la prolongation.
Callahan revient dans la LNH avec une médaille d'argent. Les Rangers sont les premiers non qualifiés pour les séries éliminatoires avec la neuvième place de l'association de l'Est. Le numéro 24 de l'équipe marque dix-neuf buts et dix-huit assistances, compte deux-cent-quatre-vingt-cinq mises en échec et quatre-vingt-un lancers bloqués. Il s'agit du quatrième total de l'équipe après Marián Gáborík (quatre-vingt-six points), Václav Prospal (quarante-huit points) et Brandon Dubinsky (cinquante-quatre points). Callahan remporte son deuxième trophée Steven-McDonald Extra Effort.
En 2010-2011, les Rangers sont longtemps privés de leurs pointeurs Gáborík et Prospal, blessés. Callahan est alors aligné sur une ligne composée de Dubinsky et du centre Artiom Anissimov. Il réalise un coup du chapeau à la Gordie Howe face aux Penguins de Pittsburgh le 15 novembre 2010. Ce match illustre la détermination et la place de leader que prend Callahan dans l'équipe. Menés 2-1 à moins de deux minutes de la fin du troisième tiers, Callahan offre l'égalisation à Marc Staal en infériorité numérique. Puis, il donne la victoire à son équipe dans la prolongation 3-2. Callahan s'illustre par son style de jeu où il accumule les charges, tirs bloqués et interceptions. Il n'hésite jamais à se coucher pour contrer un lancer. Le 15 décembre 2010, il se casse la main en bloquant un tir de Kristopher Letang des Penguins de Pittsburgh. Il manque dix-neuf matchs. Le 6 mars 2011, il inscrit cinq points dont un quadruplé face aux Flyers de Philadelphie. Le 4 avril 2011, il bloque un tir de Zdeno Chára, défenseur des Bruins de Boston, et se fracture la cheville droite. Sa saison est terminée. Malgré tout, il améliore ses statistiques des saisons précédentes. En soixante rencontres, il marque vingt-trois buts et vingt-cinq assistances pour quarante-huit points. Il est le deuxième pointeur, buteur et passeur de l'équipe. Le premier étant Brandon Dubinsky, cinquante-quatre points avec dix-sept matchs de plus de Callahan. Troisièmes de la Division Atlantique et huitième bilan de l'association, les Rangers perdent quatre victoires à une au premier tour des séries face aux Capitals de Washington. Callahan reçoit deux trophées par les Rangers, le Trophée joueur des joueurs, voté par ses coéquipiers et le trophée John-Halligan Good Guy, récompensant la coopération avec les médias voté par les journalistes de New York.

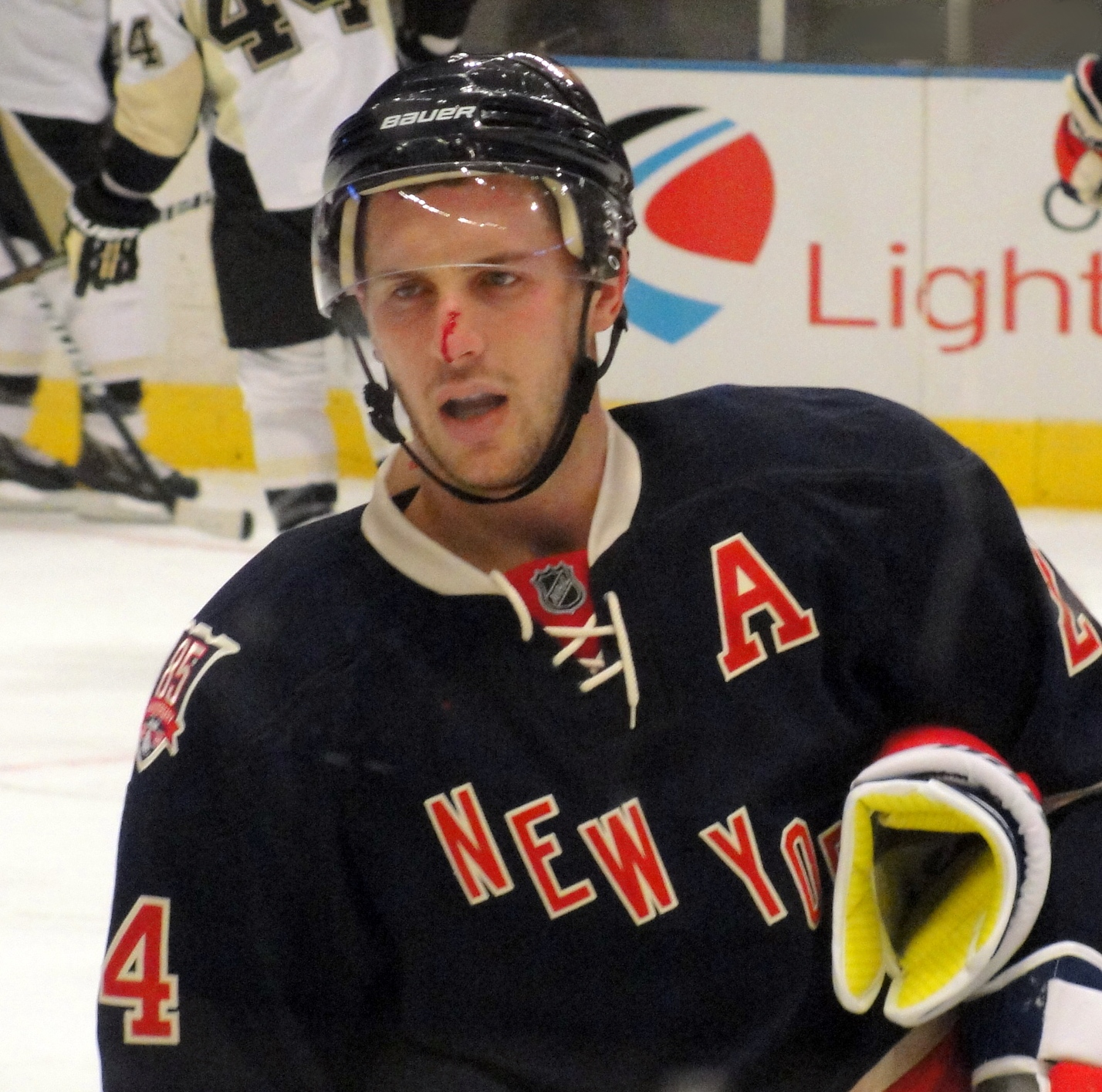
Callahan, nez en sang après une crosse haute de Brett Sterling des Penguins de Pittsburgh en avril 2011.

Le 27 juillet 2011, il signe un contrat de trois saisons avec les Rangers pour un montant de 12,875 millions de dollars.
Le 12 septembre, le président et mangeur général des Rangers Glen Sather annonce que Callahan est nommé capitaine de l'équipe, le vingt-sixième de l'histoire de la franchise. Les Rangers participent à la Classique hivernale de la LNH 2012 face aux Flyers de Philadelphie le 2 janvier 2012 au Citizens Bank Park de Philadelphie. Menés 2-0, ils s'imposent 3-2 grâce à un doublé de Mike Rupp et un but victorieux de Brad Richards assisté de Dubinsky et Callahan. Le 25 février, il inscrit son centième but en saison régulière en donnant la victoire aux Rangers en prolongation face aux Sabres de Buffalo. Ce but lui permet de dépasser son record en saison régulière avec vingt-quatre réalisations. Il atteint finalement le total de vingt-neuf buts dont treize en supériorité numérique, le cinquième total de la ligue. Avec neuf buts victorieux, il réalise le quatrième total de la ligue derrière les douze filets de Steven Stamkos et Radim Vrbata puis les dix de Johan Franzén. Il marque cinquante-quatre points, son meilleur total depuis le début de sa carrière avec les Rangers. Il est devancé par Marián Gáborík, soixante-seize points et quarante-et-un points. Il est le troisième attaquant de la ligue ayant bloqués le plus de lancers avec quatre-vingt-huit après Brooks Laich et Darroll Powe, respectivement quatre-vingt-douze et quatre-vingt-onze. Il effectue deux-cent-soixante-et-onze mises en échec ce qui le classe au cinquième rang des meilleurs joueurs de la ligue. Défaits face aux Capitals de Washington, les Rangers perdent le Trophée des présidents lors du quatre-vingt-deuxième match de la saison régulière au profit des Canucks de Vancouver. Ils sont aussi devancés par les Blues de Saint-Louis au classement de la LNH. Callahan reçoit son troisième trophée Steven-McDonald Extra Effort. Lors des séries éliminatoires, les Rangers éliminent en sept matchs les Sénateurs d'Ottawa puis les Capitals de Washington. Ils s'inclinent quatre victoires à deux face aux Devils du New Jersey en finale d'association. Papa pour la première fois, le capitaine score dix points soit le quatrième total des siens. Trois de ses six buts sont inscrits dans les quatre derniers matchs de la série contre les Devils. Il est finaliste pour le trophée Mark-Messier avec Dustin Brown des Kings de Los Angeles et Shane Doan des Coyotes de Phoenix. Doan remporte ce trophée du joueur possédant le plus de leadership dans la LNH.

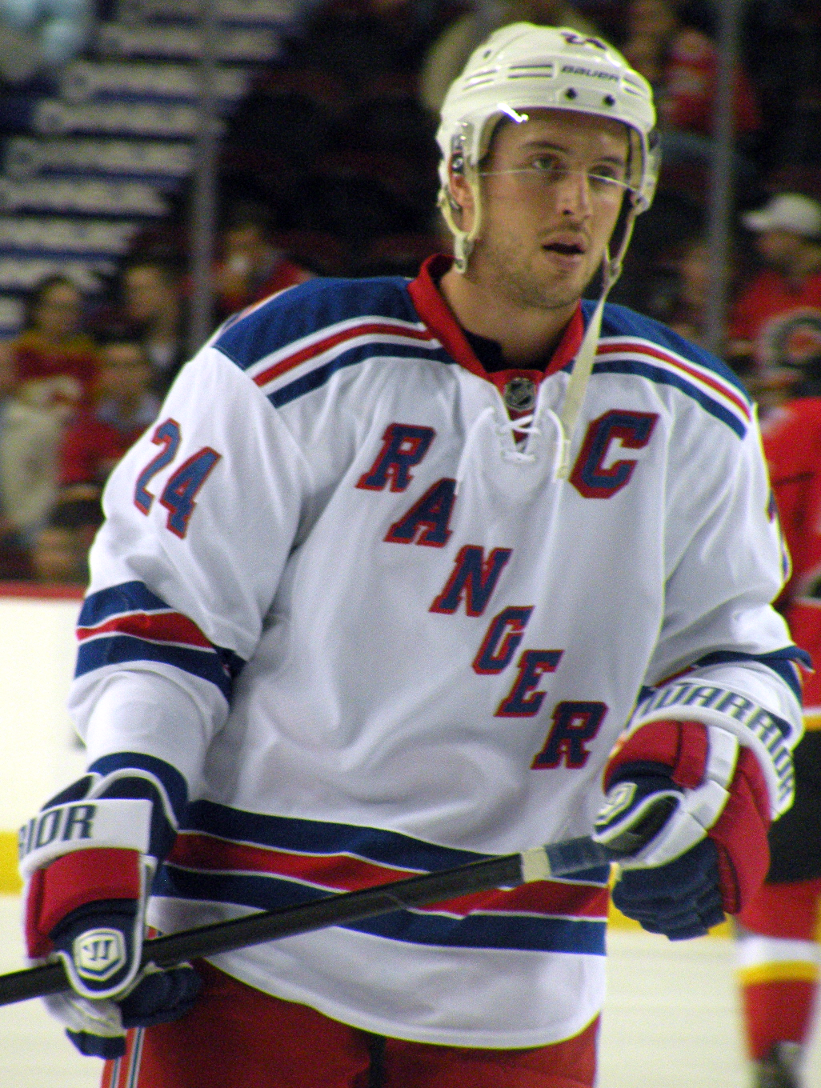
Callahan, capitaine des Rangers de New York.

Après le lock-out, la saison 2012-2013 débute officiellement le 19 janvier 2013 pour un calendrier de quarante-huit rencontres. Le 30 janvier, Callahan se blesse à l'épaule lors d'une bagarre avec Maxime Talbot des Flyers de Philadelphie. Le 18 avril, il reçoit son quatrième trophée Steven-McDonald Extra Effort.
Le 25 avril, il marque le but de la victoire en prolongation face aux Hurricanes de la Caroline permettant aux Rangers de se qualifier pour les séries éliminatoires lors du quarante-septième et avant-dernier match de la saison régulière.
Il est opéré de l'épaule durant l'été et manque le début de la saison régulière 2013-2014. Il fait son retour au jeu le 7 octobre, mais se casse le pouce cinq matchs plus tard. Le 10 décembre, il est victime d'un nouveau coup dur avec une entorse du ligament collatéral tibial face aux Predators de Nashville. Il revient à la compétition début janvier 2014 et est retenu par l'équipe nationale américaine pour participer aux Jeux olympiques de Sotchi. Honorant sa dernière année de contrat avec les Rangers, c'est avec des rumeurs d'échange qu'il part au tournoi. L'entraîneur Dan Bylsma l'aligne avec David Backes et Dustin Brown. Il sert une assistance face à la Slovénie durant le tour préliminaire. Premier du groupe A, les Américains éliminent la République tchèque en quart de finale 5-2. Ils s'inclinent en demi-finale face au Canada 1-0 avant d'être balayés 5-0 par la Finlande lors du match pour la médaille de bronze.
Les exigences financières de Callahan étant trop élevées pour les Rangers, le 5 mars 2014, il est échangé avec un choix de premier tour au repêchage de 2015 ainsi qu'un autre pour le repêchage de 2014 en retour de Martin St-Louis capitaine du Lightning de Tampa Bay. Il inscrit onze points en vingt matchs avec le Lightning pour un total de trente-six points en soixante-cinq matchs de saison régulière. Il n'en compte aucun lors des quatre matchs du quart de finale d'association perdu en autant de rencontres face aux Canadiens de Montréal.
Le 25 juin 2014, il signe un contrat de six ans pour 34,8 millions de dollars avec les Bolts. Il aide son manager Steve Yzerman à convaincre deux anciens coéquipiers des Rangers, Brian Boyle et Anton Strålman à signer au Lightning début juillet.
Lors de la saison 2014-2015, il est l'un des assistants capitaine de Steven Stamkos. Il dispute soixante-dix-sept matchs de saison régulière. Il égalise son meilleur total de point avec cinquante-quatre et établit sa meilleure marque en terme d'assistances avec un total de trente.. Les Bolts se classent deuxièmes de la division Atlantique derrière les Canadiens de Montréal avec cent-huit points. Lors des séries éliminatoires, il est aligné en troisième ligne par l'entraîneur Jon Cooper. Les Bolts éliminent les Red Wings de Détroit en sept matchs puis les Canadiens en six matchs. Callahan est forfait pour le sixième match face à Montréal en raison d'une appendicectomie. Il fait son retour en finale d'association face aux Rangers de New York. Le Lightning remporte la série quatre victoires à trois et décroche le Trophée Prince de Galles. Il atteint la finale de la Coupe Stanley face aux Blackhawks de Chicago.
Il annonce officiellement sa retraite sportive le 30 décembre 2020.

## Trophées et honneurs personnels

### Storm de Guelph
- 2003 : nommé recrue de la saison avec Tyler Haskins.
- 2005 : nommé meilleur joueur.

### Ligue de hockey de l'Ontario
- 2005 : nommé dans la troisième équipe d'étoiles.
- 2006 : participe au Match des étoiles avec l'association de l'Ouest.
- 2006 : nommé dans la deuxième équipe d'étoiles.
- 2006 :  remporte le trophée Leo-Lalonde.

### Ligue américaine de hockey
- 2007 : sélectionné pour le Match des étoiles avec l'équipe planète/États-Unis.
- 2007 : nommé dans l'équipe des recrues.

### Rangers de New York
- 2009 : remporte le trophée Steven-McDonald Extra Effort.
- 2010 : remporte le trophée Steven-McDonald Extra Effort.
- 2011 : remporte le Trophée joueur des joueurs votés par ses coéquipiers.
- 2011 : remporte le trophée John-Halligan Good Guy voté par les journalistes de New York.
- 2012 : remporte le trophée Steven-McDonald Extra Effort.
- 2013 : remporte le trophée Steven-McDonald Extra Effort.

### Ligue nationale de hockey
- 2012 : finaliste pour le trophée Mark-Messier.

## Statistiques

### En club
| Saison     | Équipe                 | Ligue          |     | Saison régulière | Saison régulière | Saison régulière | Saison régulière | Saison régulière | Saison régulière |    | Séries éliminatoires | Séries éliminatoires | Séries éliminatoires | Séries éliminatoires | Séries éliminatoires | Séries éliminatoires |
| Saison     | Équipe                 | Ligue          | PJ  | B                | A                | Pts              | Pun              | +/-              | PJ               | B  | A                    | Pts                  | Pun                  | +/-                  |                      |                      |
| 2000-2001  | Crunch Jr. de Syracuse | LHJPO          | 3   | 4                | 2                | 6                | 0                |                  | -                | -  | -                    | -                    | -                    | -                    |                      |                      |
| 2001-2002  | Lightning de Buffalo   | LHJPO          | 47  | 13               | 23               | 36               | 75               |                  | -                | -  | -                    | -                    | -                    | -                    |                      |                      |
| 2002-2003  | Storm de Guelph        | LHO            | 59  | 14               | 17               | 31               | 47               | +15              | 11               | 0  | 3                    | 3                    | 2                    | +2                   |                      |                      |
| 2003-2004  | Storm de Guelph        | LHO            | 68  | 36               | 32               | 68               | 86               | +17              | 22               | 13 | 8                    | 21                   | 20                   | +4                   |                      |                      |
| 2004       | Storm de Guelph        | Coupe Memorial | -   | -                | -                | -                | -                | -                | 3                | 1  | 1                    | 2                    | 8                    | +1                   |                      |                      |
| 2004-2005  | Storm de Guelph        | LHO            | 60  | 28               | 26               | 54               | 108              | -4               | 4                | 1  | 1                    | 2                    | 6                    | -4                   |                      |                      |
| 2005-2006  | Storm de Guelph        | LHO            | 62  | 52               | 32               | 84               | 126              | +29              | 13               | 7  | 17                   | 24                   | 20                   | +11                  |                      |                      |
| 2006-2007  | Wolf Pack de Hartford  | LAH            | 60  | 35               | 20               | 55               | 74               | +7               | -                | -  | -                    | -                    | -                    | -                    |                      |                      |
| 2006-2007  | Rangers de New York    | LNH            | 14  | 4                | 2                | 6                | 9                | +5               | 10               | 2  | 1                    | 3                    | 6                    | +1                   |                      |                      |
| 2007-2008  | Rangers de New York    | LNH            | 52  | 8                | 5                | 13               | 31               | +7               | 10               | 2  | 2                    | 4                    | 10                   | +3                   |                      |                      |
| 2007-2008  | Wolf Pack de Hartford  | LAH            | 11  | 7                | 8                | 15               | 27               | +7               | -                | -  | -                    | -                    | -                    | -                    |                      |                      |
| 2008-2009  | Rangers de New York    | LNH            | 81  | 22               | 18               | 40               | 45               | +7               | 7                | 2  | 0                    | 2                    | 4                    | -1                   |                      |                      |
| 2009-2010  | Rangers de New York    | LNH            | 77  | 19               | 18               | 37               | 48               | -12              | -                | -  | -                    | -                    | -                    | -                    |                      |                      |
| 2010-2011  | Rangers de New York    | LNH            | 60  | 23               | 25               | 48               | 46               | -7               | -                | -  | -                    | -                    | -                    | -                    |                      |                      |
| 2011-2012  | Rangers de New York    | LNH            | 76  | 29               | 25               | 54               | 61               | -8               | 20               | 6  | 4                    | 10                   | 12                   | +2                   |                      |                      |
| 2012-2013  | Rangers de New York    | LNH            | 45  | 16               | 15               | 31               | 12               | +9               | 12               | 2  | 3                    | 5                    | 6                    | +2                   |                      |                      |
| 2013-2014  | Rangers de New York    | LNH            | 45  | 11               | 14               | 25               | 16               | -3               | -                | -  | -                    | -                    | -                    | -                    |                      |                      |
| 2013-2014  | Lightning de Tampa Bay | LNH            | 20  | 6                | 5                | 11               | 8                | +4               | 4                | 0  | 0                    | 0                    | 0                    | -2                   |                      |                      |
| 2014-2015  | Lightning de Tampa Bay | LNH            | 77  | 24               | 30               | 54               | 41               | +9               | 25               | 2  | 6                    | 8                    | 14                   | +3                   |                      |                      |
| 2015-2016  | Lightning de Tampa Bay | LNH            | 73  | 10               | 18               | 28               | 45               | -5               | 16               | 2  | 2                    | 4                    | 29                   | -3                   |                      |                      |
| 2016-2017  | Lightning de Tampa Bay | LNH            | 18  | 2                | 2                | 4                | 23               | -4               | -                | -  | -                    | -                    | -                    | -                    |                      |                      |
| 2017-2018  | Lightning de Tampa Bay | LNH            | 67  | 5                | 13               | 18               | 29               | -4               | 15               | 2  | 1                    | 3                    | 4                    |                      |                      |                      |
| 2018-2019  | Lightning de Tampa Bay | LNH            | 52  | 7                | 10               | 17               | 14               | +7               | 2                | 0  | 0                    | 0                    | 4                    |                      |                      |                      |
| Totaux LNH | Totaux LNH             | Totaux LNH     | 757 | 186              | 200              | 386              | 428              |                  | 121              | 20 | 19                   | 39                   | 89                   |                      |                      |                      |

### En équipe nationale
| Année | Compétition                 |   | PJ | B | A | Pts | Pun | +/-               |  | Résultat |
| 2005  | Championnat du monde junior | 7 | 1  | 2 | 3 | 29  | +1  | Quatrième place   |  |          |
| 2006  | Championnat du monde        | 0 | 0  | 0 | 0 | 0   | 0   | Septième place    |  |          |
| 2010  | Jeux olympiques             | 6 | 0  | 1 | 1 | 2   | +2  | Médaille d'argent |  |          |
| 2014  | Jeux olympiques             | 6 | 0  | 1 | 1 | 0   | -2  | Quatrième place   |  |          |

## Vie privée
Il a eu deux filles avec sa femme Kyla, Charlotte née en mai 2012 et Evelyn née en 2014.